# Renault Estafette
La Renault Estafette est une fourgonnette construite par Renault d'octobre 1959 à 1980. Elle fut produite à 533 209 exemplaires. L'Estafette est la première traction lancée par la firme.
Vers 1952, il y a une place dans la gamme Renault pour un utilitaire s’intercalant entre la Juvaquatre fourgonnette de 300 kg et le « 1 000 kg » pouvant aller jusqu’à 1 400 kg. La Colorale remplissait alors ce rôle mais son moteur de Primaquatre, sa consommation élevée et ses tarifs dissuasifs en feront un véritable échec commercial, sans compter la concurrence à la campagne avec des véhicules militaires Jeep, Dodge et General Motors laissés par l'armée américaine en France après-guerre. 
En 1953 le bureau d’études Renault veut reprendre le tout-à-l’arrière de la 4CV et de la future Dauphine. Fernand Picard, directeur du BE Renault, fait démonter un exemplaire du Volkswagen Combi ainsi qu’une autre camionnette Gutbrod afin d’étudier leurs constructions mais ceux-ci utilisent des moteurs 4 cylindres à plat et ont un volume utile bridé par cette disposition.
Un tout jeune ingénieur du nom de Guy Grosset-Grange propose d'adopter la traction avant comme déjà appliqué par Peugeot avec le D3/D4 conçu initialement par Chenard et Walcker et surtout Citroën avec le Type H. En effet certains détails de sa conception (porte arrière en trois parties, porte latérale coulissante) laissent penser qu'elle fut inspirée par le succès du Citroën type H qui régnait en maître absolu dans ce créneau.

## Historique

### Phase 1 (1959-1962)

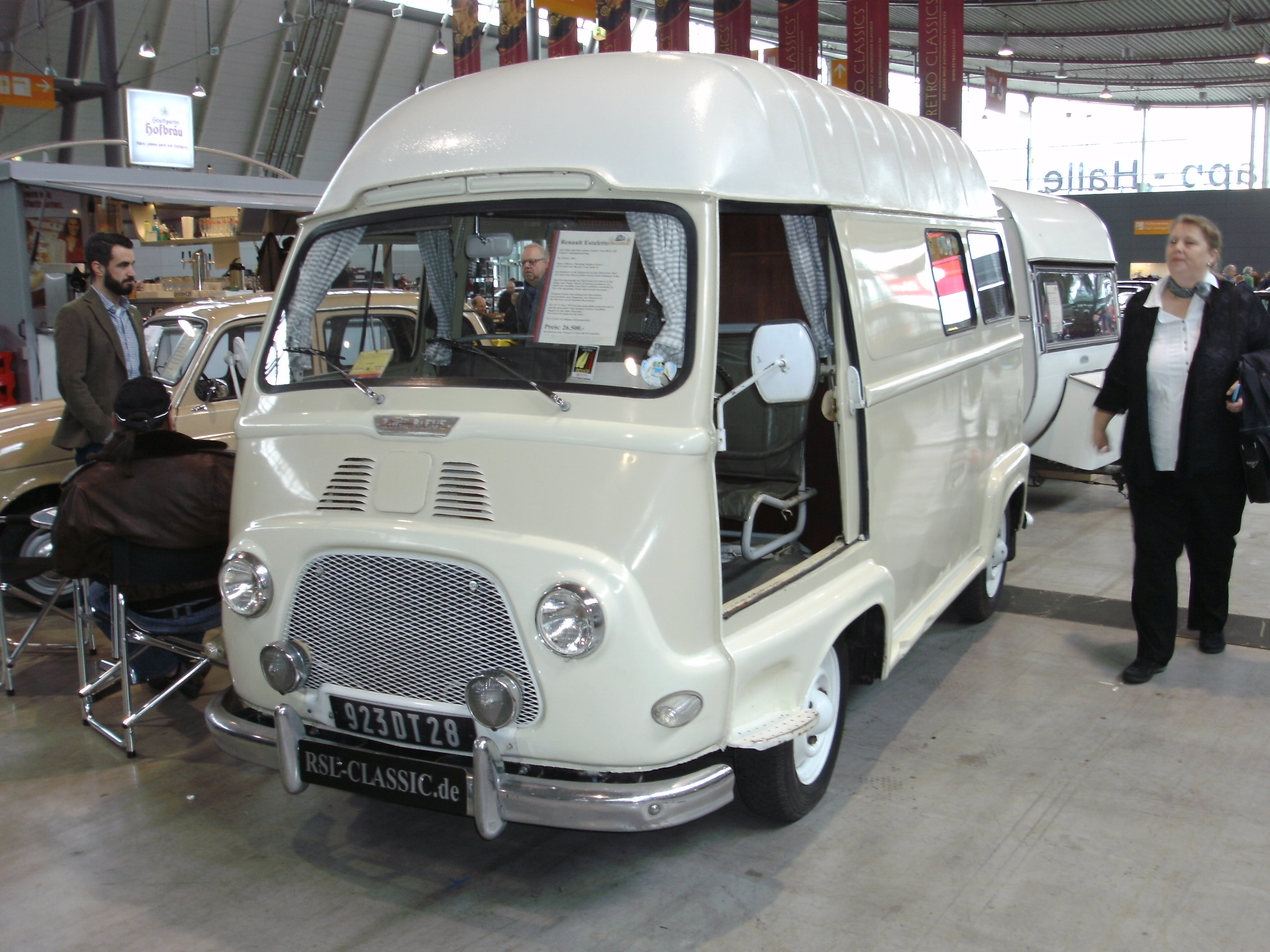
Renault Estafette 1960

En septembre 1959 l’Estafette présente une gamme complète de cinq versions : 
- Le fourgon de 600 kg de charge utile[3]
- Le fourgon surélevé (de 28 cm),
- Le pick-up bâché,
- Le Microcar neuf places
- Le Zone Bleue (dû à une législation du stationnement qui interdit la présence d’utilitaires de plus 500 kg de charge utile en ville).

Les premiers modèles 500/600 kg sont équipés du « moteur Billancourt » à trois paliers de 845 cm3 de la Dauphine, développant 32 ch SAE. Les marchepieds des portes avant sont intégrés dans la carrosserie.

### Phase 2 (1962-1968)
En mai 1962, l'Estafette adopte un nouveau « moteur Cléon-Fonte » 1 108 cm3 à cinq paliers (conçu par l'ingénieur René Vuaillat et apparu sur la Renault Floride S et sur la Renault 8) de 45 ch SAE. La charge utile passe alors à 800 kg. La plaque de police avant qui était sous la calandre passe sur le pare-chocs.
En avril 1965, le fourgon caisse longue 1 000 kg allongée de 35 cm à toit surélevé (7,75 m3) est caractérisé par sa portière battante pour accéder à la cabine côté conducteur (elle est coulissante sur les autres versions). 
Alors qu’apparait le Peugeot J7 doté notamment d'un moteur Diesel Indenor avec une charge utile pouvant aller jusqu'à 1 800 kg, l’Estafette ne peut faire face manquant de moteur Diesel.

### Phase 3 (1968-1969)

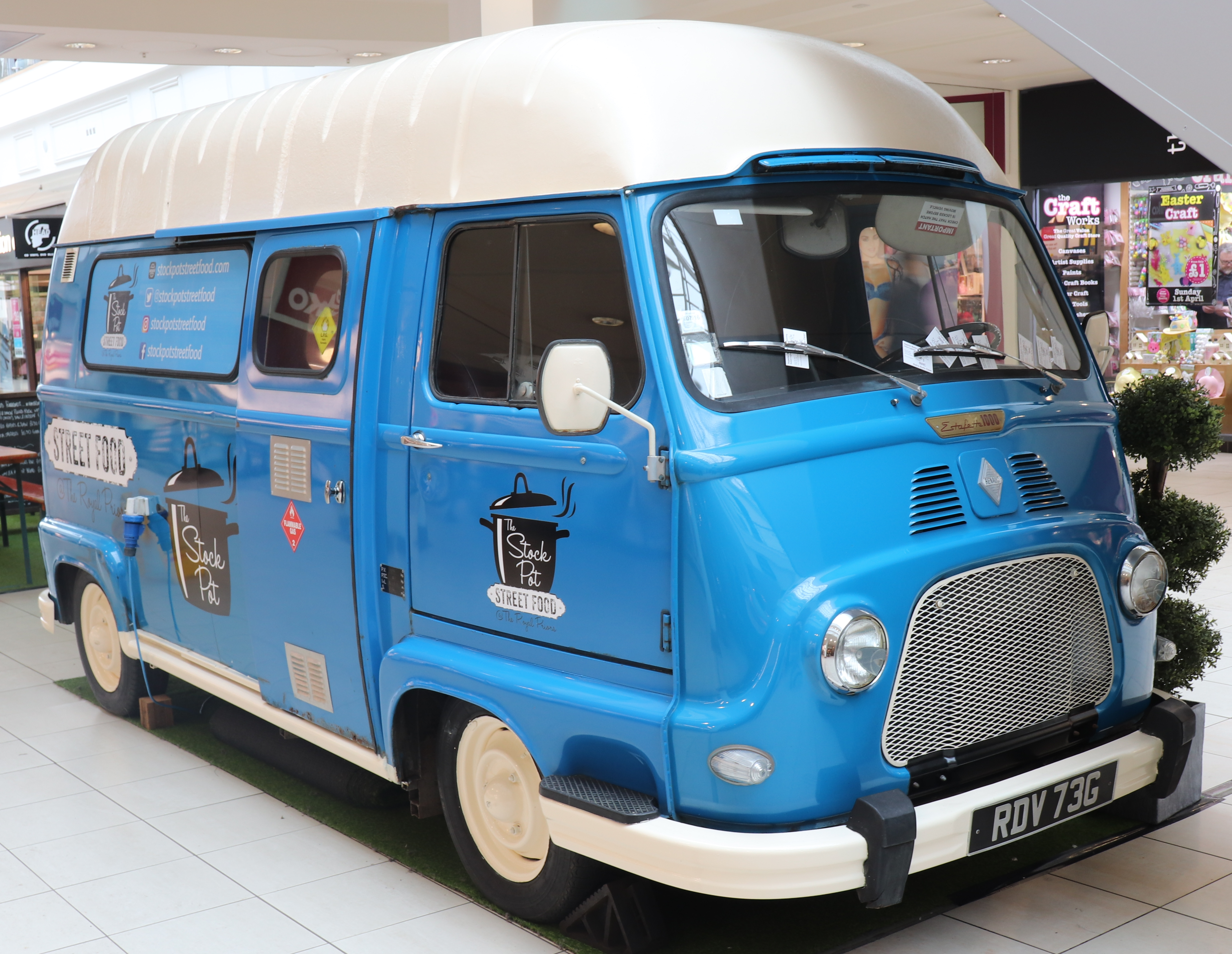
Renault Estafette 1000 1969

En septembre 1968, l'Estafette est profondément remodelée : nouveau « moteur Cléon-Fonte » 1 289 cm3 d'origine Renault 12 légèrement moins puissant (43 ch SAE) mais délivrant un couple plus important, la différence étant tout de même beaucoup moins marquée qu'entre le 845 cm3 et le 1 108 cm3, nouveau tableau de bord, nouveaux pare-chocs renforcés gris intégrant les marchepieds à l'avant et porte-phares chromés.

### Phase 3 (1969-1973)

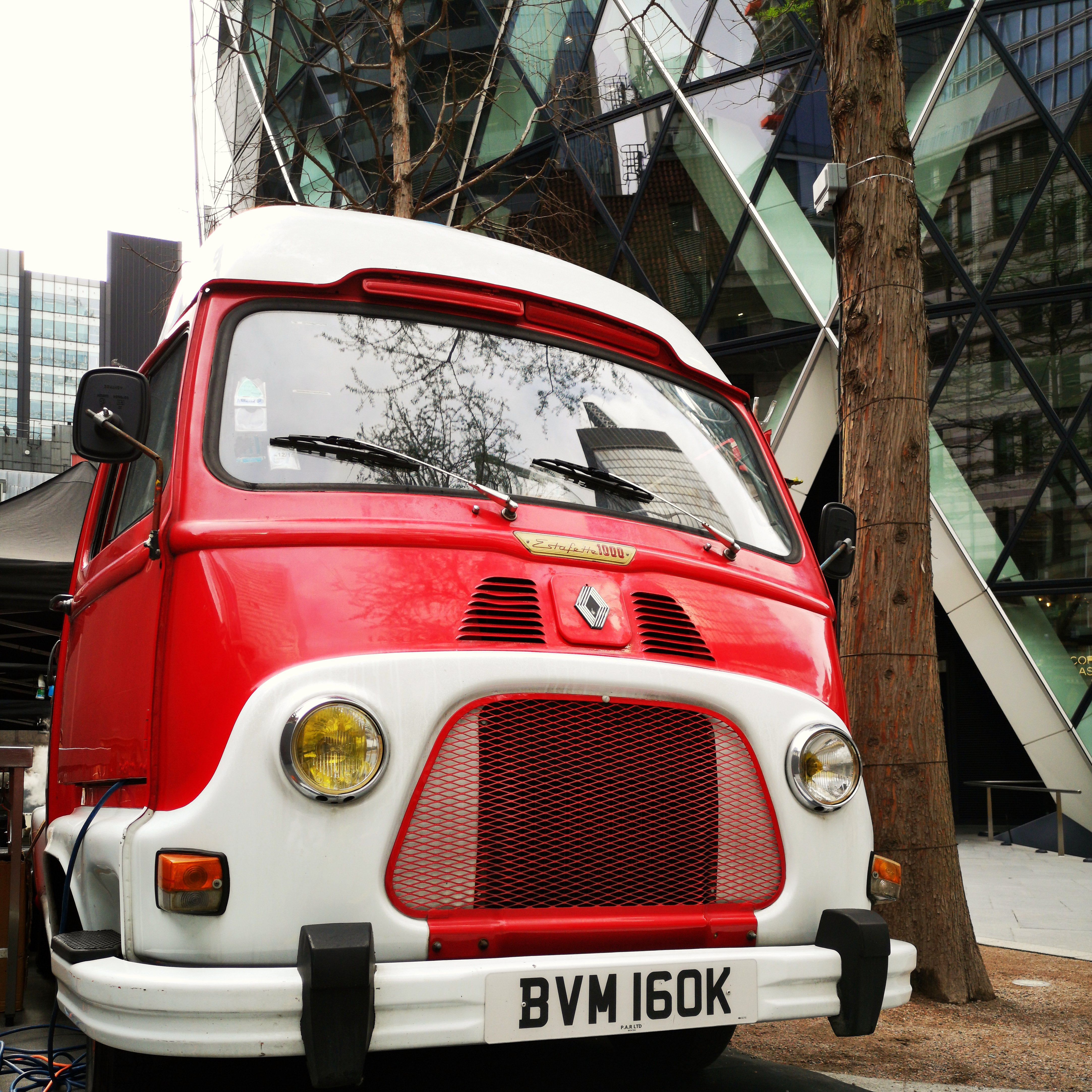
Renault Estafette 1000 1972

Quelques légères modifications, nouveaux feux clignotants carrés orange et blancs à la place des feux de position blancs et ronds en décembre 1969.

### Phase 4 (1973-1980)
Nouvelle calandre en tôle pour 1973, elle continuera jusqu'à son remplacement par le Trafic en 1980.

## Les différentes versions
Proposée en plusieurs versions : fourgonnette tôlée, caisse surélevée en polycarbonate, rallongée entre les essieux, pick-up bâchée, elle est déclinée aussi en une variante spécifique, « l'Alouette », entièrement vitrée et disposant de huit places assises qui équipera aussi la Gendarmerie nationale française,.
Renault en collaboration avec la Sabem (Société Anonyme Bois et Matériaux) plus connu sous le nom de Star et Autostar (Usine de Trémuson) équipera des plateaux-nu en version camping-car "Capucine" (1978-1979) et en version "Studio-car" (équipements amovibles permettant de l'utiliser comme utilitaire ou véhicule de loisirs).
Une version moteur Diesel à moteur Indenor fut étudiée, mais jamais produite en série.
La société spécialisée en transformation de véhicules de séries Sinpar a produit à une centaine d'exemplaires un modèle à quatre roues motrices baptisé "Castor" entre 1965 et 1977, utilisant la cabine de l'Estaffette, mais n'ayant, en dehors de l'emploi de cette partie, que peu de pièces communes, les moteurs viennent de chez Saviem (deux Diesel M.A.N. de 2 720 ou 3 020 cm3, et un moteur essence type 671 « Étendard » de 2 141 cm3 de la Frégate), les deux ponts de transmission viennent du Galion. Ce 4 × 4 était proposé en deux empattements : 1,90 (Castor 1200) et 2,20 mètres (Castor 1500).

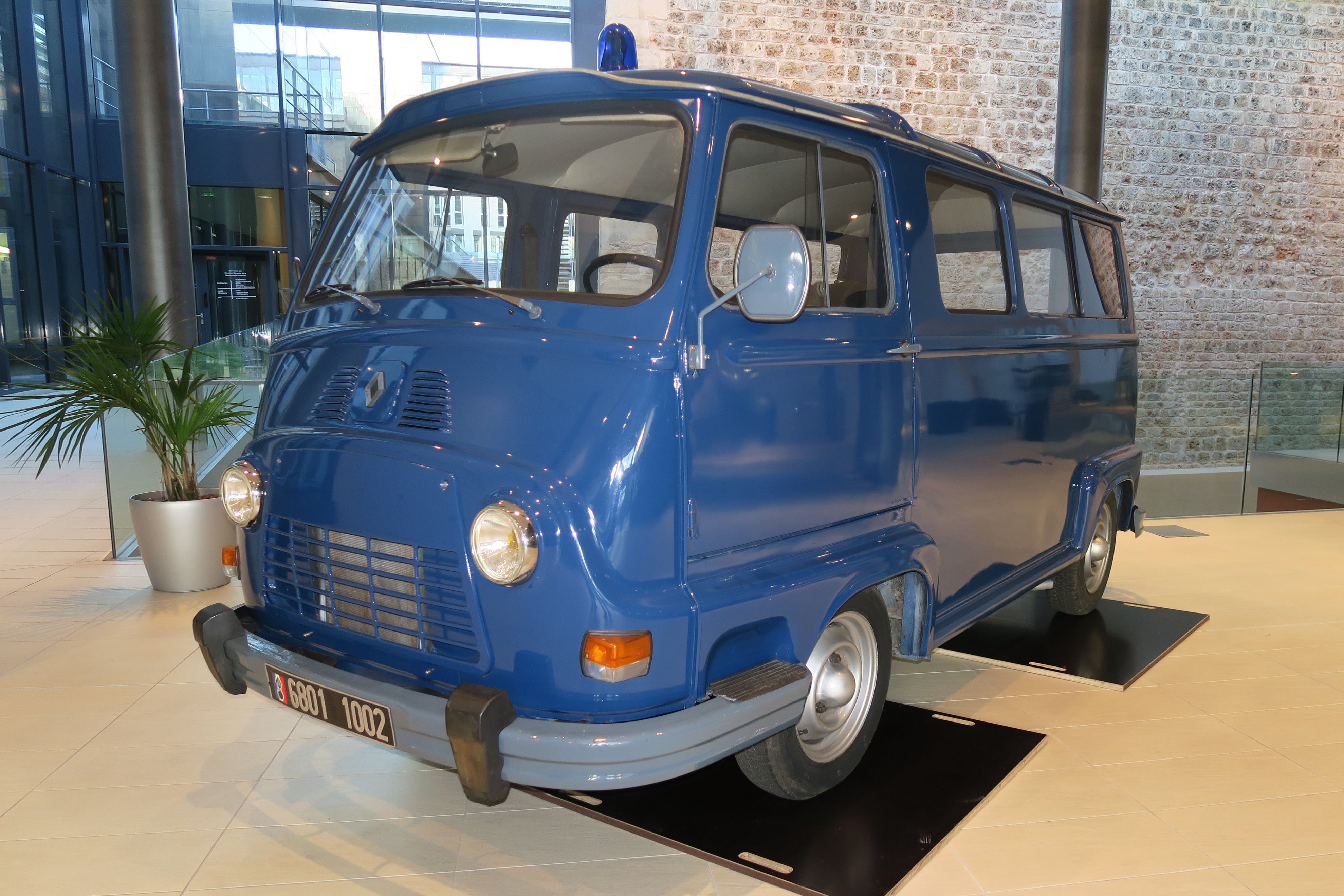
Alouette de Gendarmerie
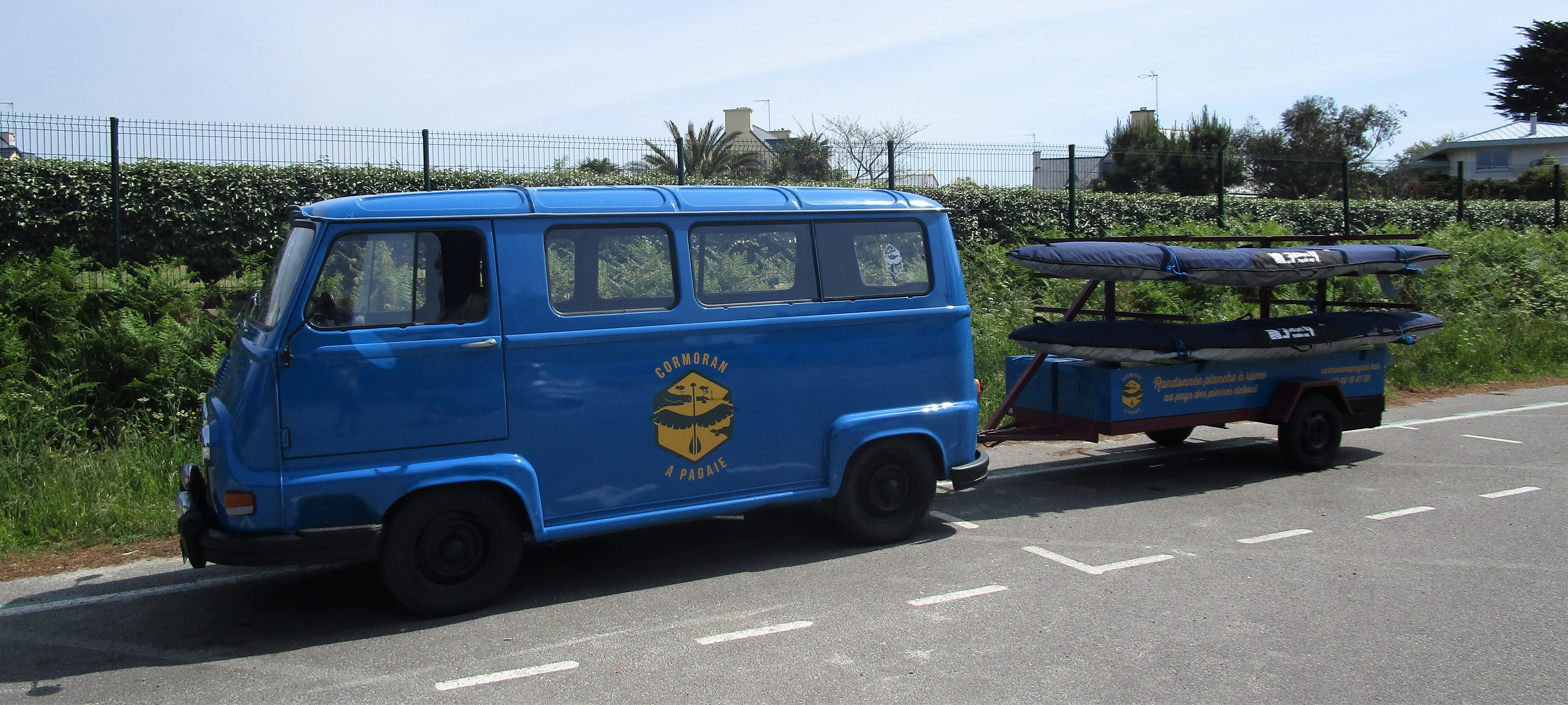
Alouette 1971.
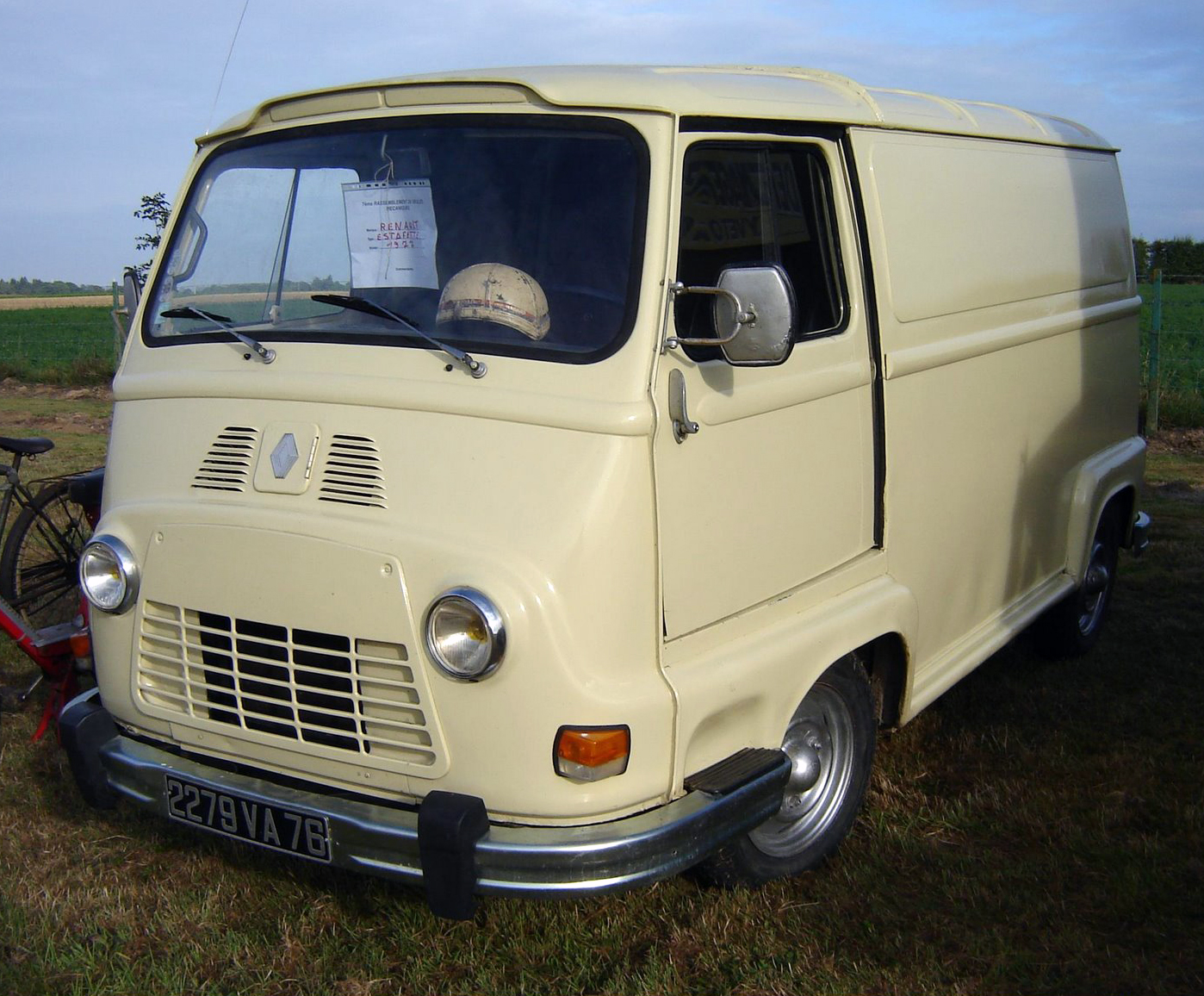
Renault Estafette de 1977.
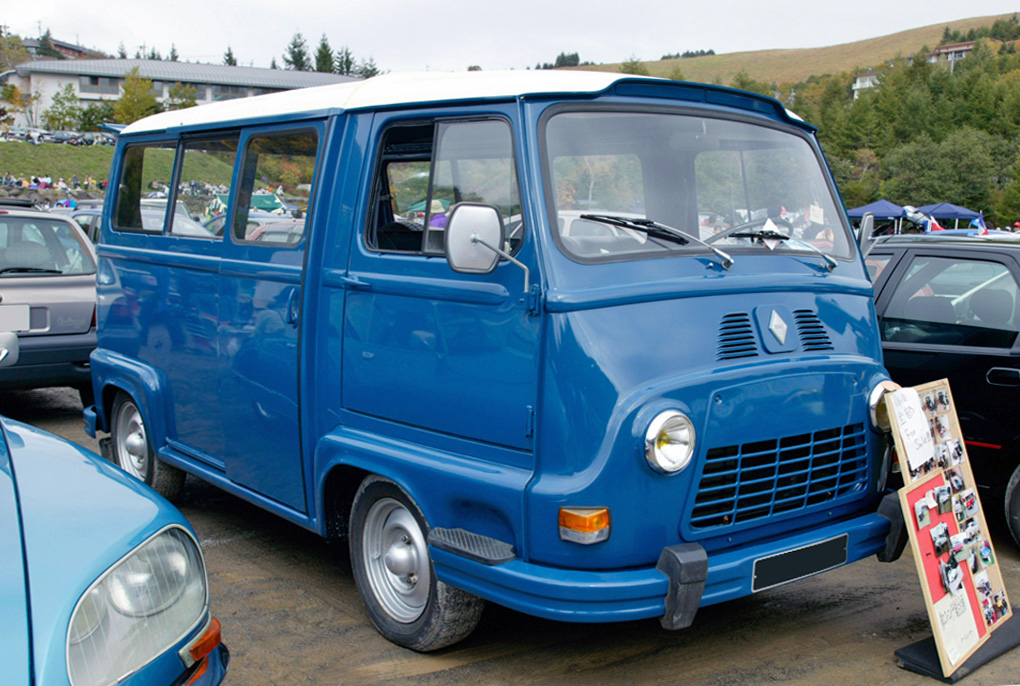
L'Estafette après 1972.
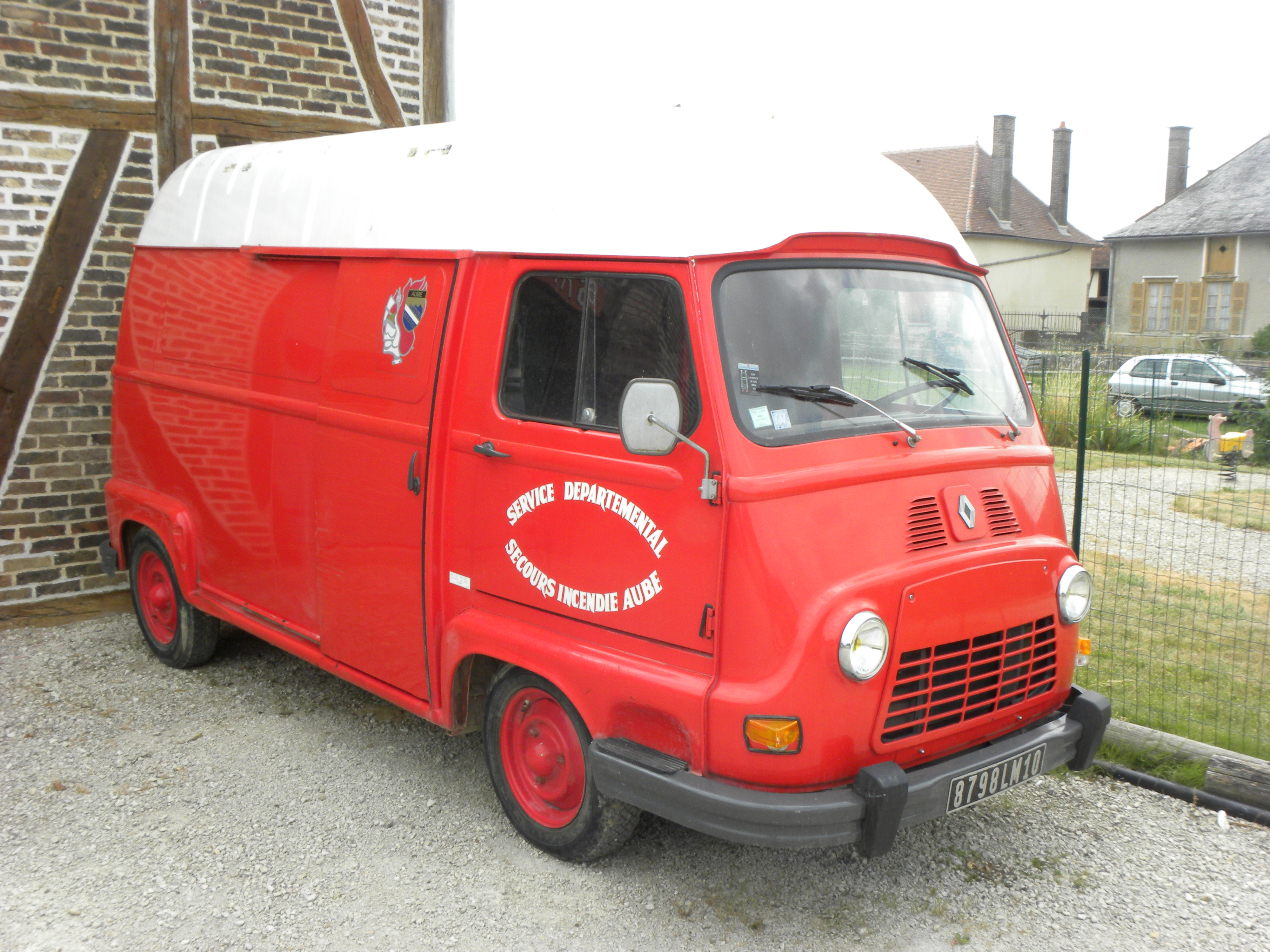
Estafette du service départemental secours incendie de l'Aube.
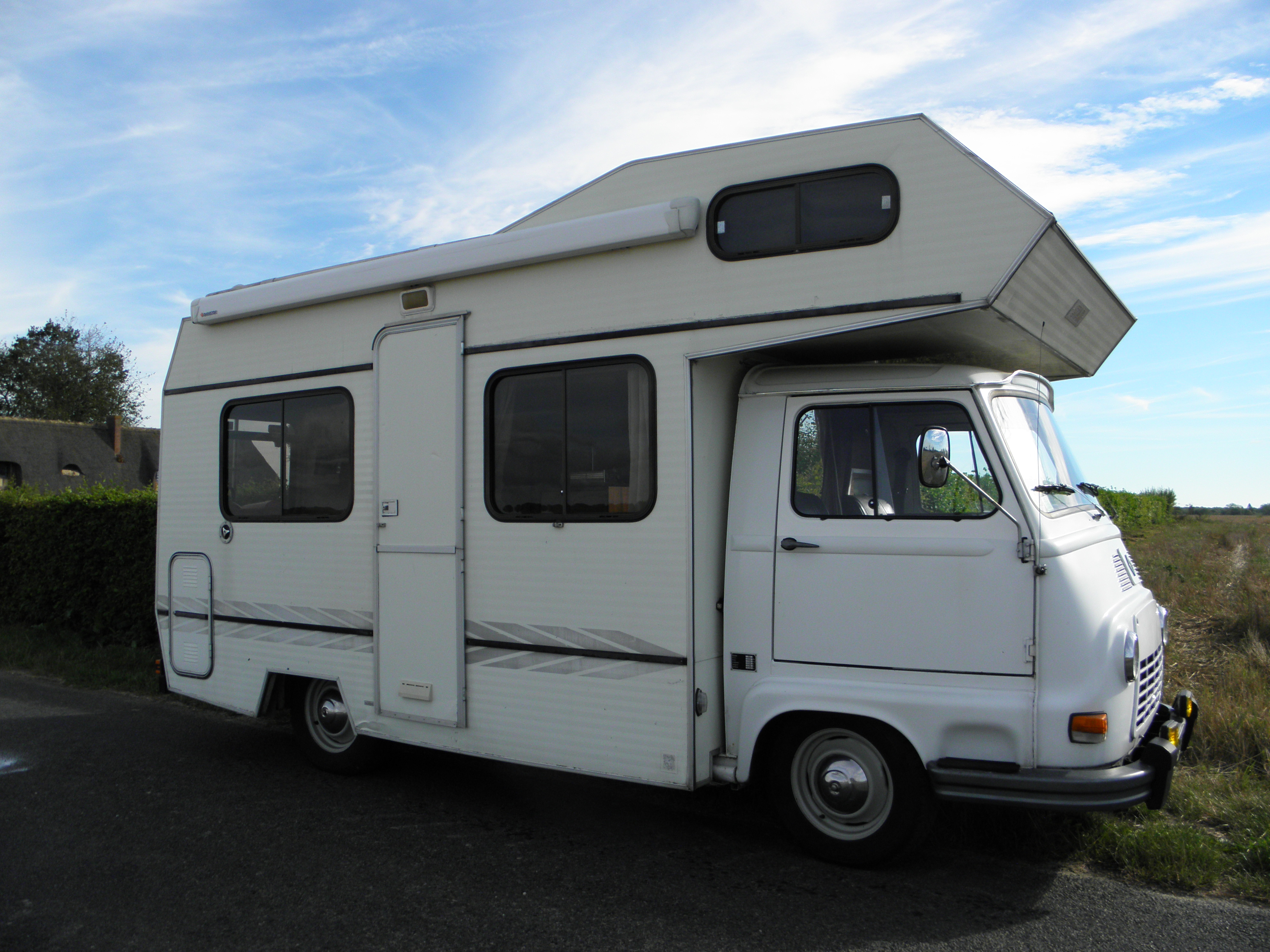
Estafette Camping-car Star Autostar 1979.
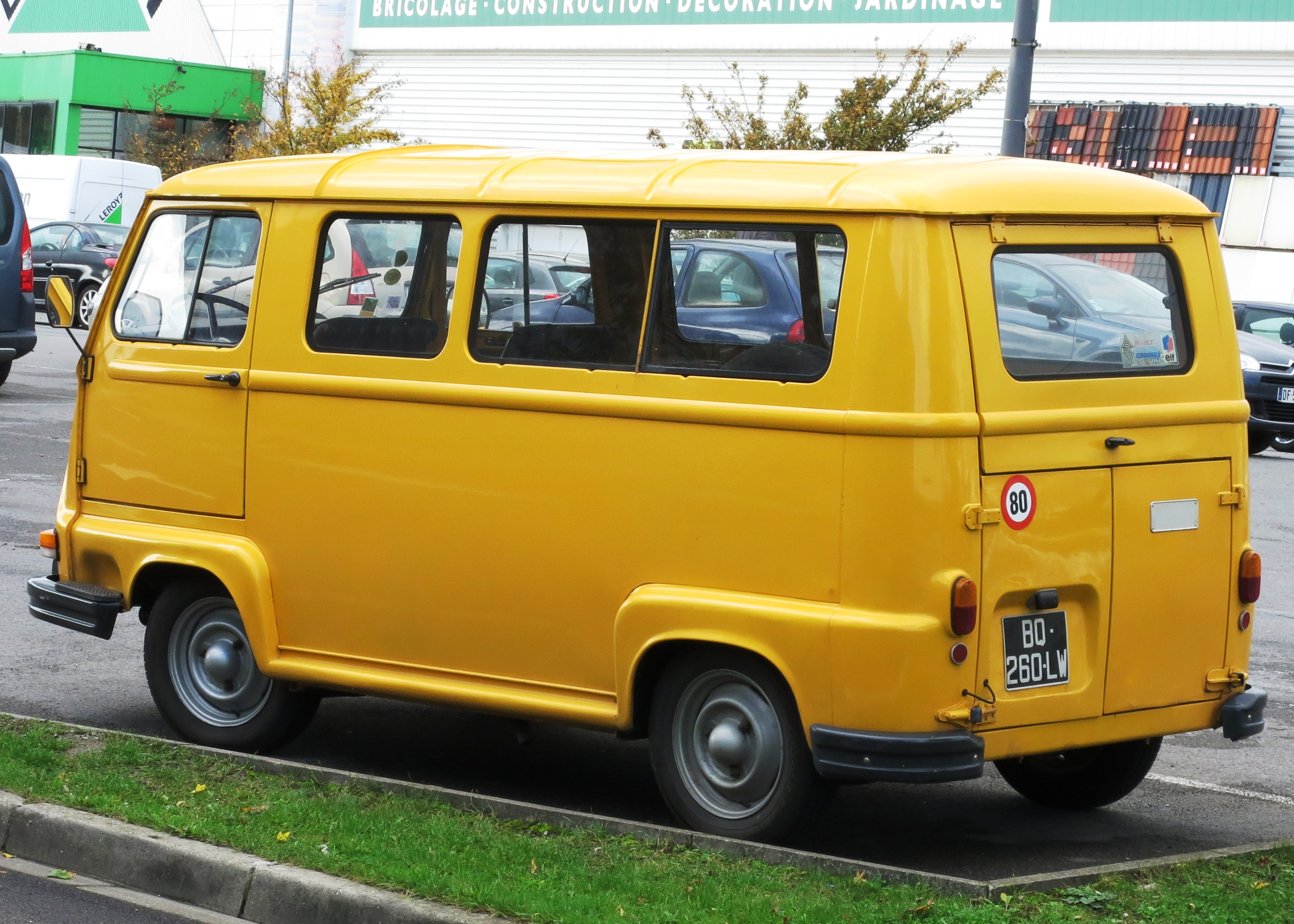
Renault Alouette d'environ 1965, avec sa porte arrière en trois parties

## À l'étranger
Le constructeur roumain Dacia a produit sous licence une petite série de "Renault Estafette", appelée Dacia D6. Ces voitures étaient réservées à la Poșta Română.
Aux États-Unis, elle aurait dû être commercialisée sous le nom de Petit-Panel dans sa version fourgonnette tôlée et Hi-Boy dans sa version surélevée, mais les services d'homologation ne délivrèrent jamais d'autorisation de mise sur le marché.

## Dans la culture populaire

### Musique
- 1966 : Le groupe de rock rémois Les Lionceaux a fait plusieurs tournées françaises avec son Estafette bleue[10].
- 2007 : Sortie du titre « Est-ce ta fête ? » de Ricoune[11].
- 2008 : Le groupe Karlit et Kabok chante La Moustafette en allusion à l'Estafette dans son album « Musik D'Ascenseur Pour Kages D'Eskalier »[12].
- 2009 : Dans un style electropunk, le groupe Sexy Sushi produit un disque 33 tours dont le 1er titre de la face « A » porte le nom : Estafette[13].
- 2009 : Les Chevaliers du Fiel y firent allusion en la comparant au Kangoo plus petit dans le sketch l'Edf de Caussade[14]

### Cinéma
- 1964 : L'Estafette est emblématique dans la brigade du film Le Gendarme de Saint-Tropez, réalisé par Jean Girault[15]
- 1965 : 2e film de la série Le Gendarme : Le Gendarme à New York, réalisé par Jean Girault[15]
- 1967 : L'Estafette de gendarmerie est utilisée pour le film Fleur d'oseille, réalisé par Georges Lautner[8].
- 1968 : L'Estafette est présente dans différentes scènes du film Le Pacha, réalisé par Georges Lautner[16].
- 1968 : Le véhicule est présent dans le film comique Le Gendarme se marie, réalisé par Jean Girault[15],[17]
- 1970 : 4e film de la série Le Gendarme : Le Gendarme en balade, réalisé par Jean Girault[15]
- 1972 : Déguisée en camionnette de fleurs, une Renault Estafette contient l'équipement d'écoute dans le film Le Grand Blond avec une chaussure noire, réalisé par Yves Robert
- 1973 : Une Estafette de gendarmerie est sollicitée dans le film Les Aventures de Rabbi Jacob, réalisé par Gérard Oury[17]
- 1976 : Une Estafette de gendarmerie intervient dans le film Le Diable au cœur de Bernard Queysanne
- 1976 : Une Estafette des magasins Tati, réhaussée avec vitrine d'exposition apparait dans le film D'amour et d'eau fraîche de Jean-Pierre Blanc
- 1979 : L'emblématique Estafette est présente dans le film Le Gendarme et les Extra-terrestres, réalisé par Jean Girault[15]
- 1979 : Une Estafette avec publicité Leopold Artigues est présente dans le film Ils sont grands ces petits de Joël Santoni
- 1981 : Une estafette de gendarmerie est utilisée dans le film Le Chêne d'Allouville de Serge Penard
- 1982 : L'Estafette est dans les scènes du 6e et dernier film de la saga Le Gendarme : Le Gendarme et les Gendarmettes, réalisé par Jean Girault[15]
- 1984 : Une Estafette avec publicité LOCATEL (service vidéo) est utilisée dans Mesrine
- 1985 : Involontairement, une rare Estafette six roues est filmée dans le film Le téléphone sonne toujours deux fois, réalisée par Jean-Pierre Vergne[18],[19]
- 1986 : Une Estafette se fait percuter dans le film Le Môme d'Alain Corneau
- 2004 : Une Estafette est utilisée dans le film Finlandais Monsieur Pélican de Liisa Helminen
- 2011 : L'acteur, Gérard Lanvin adossé à une Estafette dans le film Le Fils à Jo, réalisé par Philippe Guillard[20].
- 2013 : Une Estafette est utilisée dans Boule et Bill d'Alexandre Charlot et Franck Magnier